# Philip Sheridan
Philip Henry Sheridan (ur. 6 marca 1831, zm. 5 sierpnia 1888) – amerykański generał, uważany za jednego z najlepszych dowodzących wojskami Unii w wojnie secesyjnej. Sheridan, był kwatermistrzem przez pierwszy rok konfliktu, w maju 1862 r. uzyskał dowodzenie nad pułkiem kawalerii i w krótkim czasie okazał się być tak utalentowany (jeden z jego zwierzchników pisał, że jest warty swojej wagi w złocie), że został dowódcą brygady, a we wrześniu dowódcą dywizji. W 1865 r. oddział jego kawalerii ścigał Roberta E. Lee i odegrał kluczową rolę w zmuszeniu go do poddania się w bitwie pod Appomattox Court House.
Sheridan po zakończeniu wojny secesyjnej brał udział w walkach z Indianami na Wielkich Równinach. Przyczynił się również do rozwoju i ochrony Parku Narodowego Yellowstone. Pochowany został na Narodowym Cmentarzu w Arlington.

## Dzieciństwo i nauka

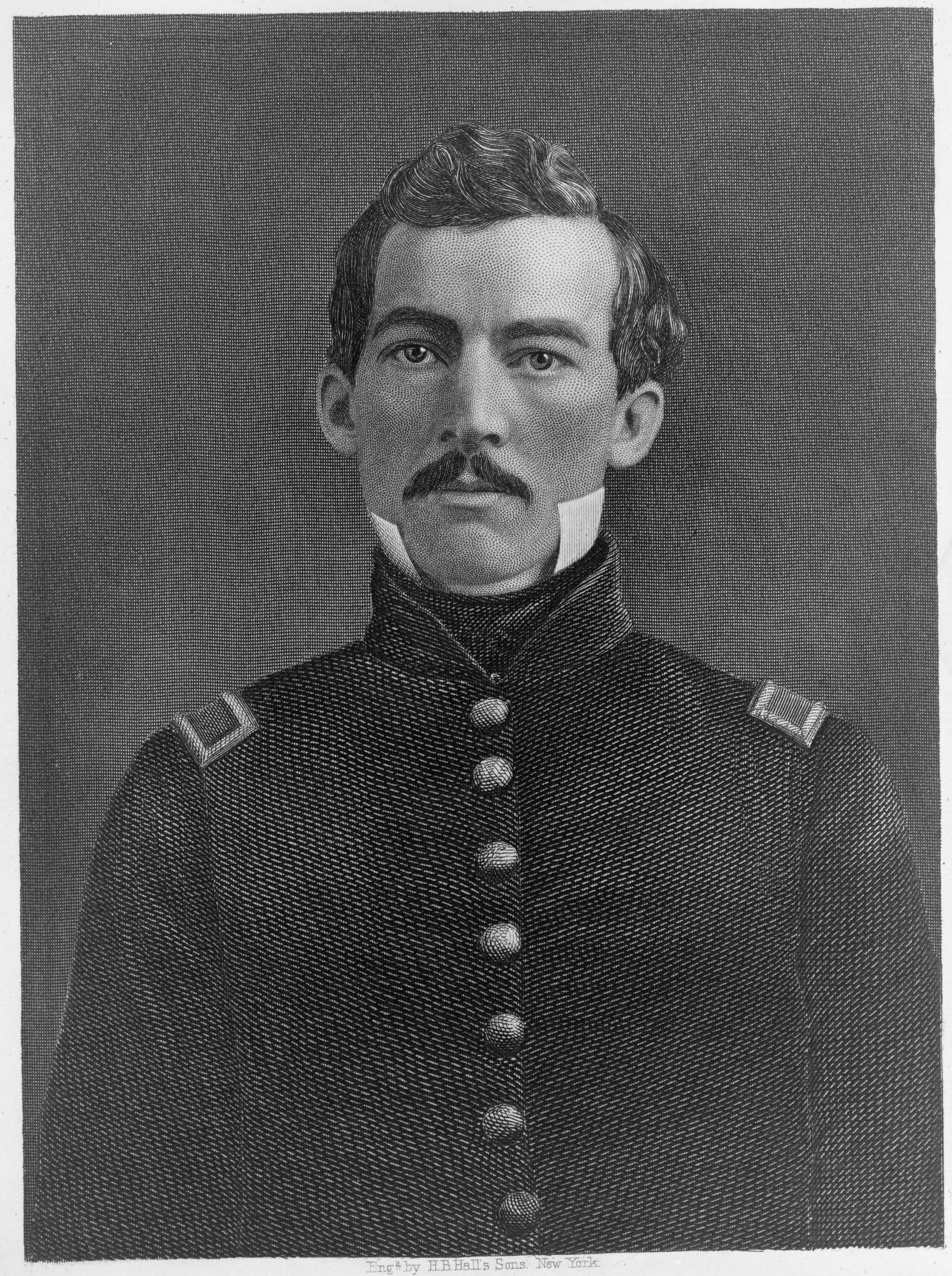
Philip Sheridan jako brevetowany podporucznik ok. 1853 r.

Sheridan urodził się w Albany w stanie Nowy Jork, jako trzecie dziecko sześciorga Johna i Mary Meenagh Sheridan, irlandzkich imigrantów z Killinkere w hrabstwie Cavan. Philip Sheridan dorastał w Somerset.
W młodości Sheridan pracował jako księgowy w sklepie ogólnospożywczym. W 1848 roku otrzymał nominację do Akademii Wojskowej Stanów Zjednoczonych West Point od jednego z klientów sklepu, kongresmena Thomasa Ritcheya; pierwszy kandydat Ritcheya do tej nominacji został zdyskwalifikowany przez niezdanie egzaminu z matematyki i "złe nastawienie". Na trzecim roku studiów w West Point Sheridan został zawieszony na rok za bójkę z Williamem R. Terrillem.
Po ukończeniu studiów w 1853 roku Sheridan został przydzielony do 1. Amerykańskiego Pułku Piechoty w Fort Duncan w Teksasie, a następnie do 4. Amerykańskiego Pułku Piechoty w Fort Reading w Kalifornii.

## Armia Shenandoah
W 1864 roku zawiedziony niezdolnością rozdrobnionych sił Unii do pokonania Jubala Early’a, Ulysses Grant mianował Phila Sheridana dowódcą nowo powstałej Armii Shenandoah składającej się z VI korpusu, kilku brygad z dawnej Armii Wirginii Zachodniej Davida Huntera, dwóch dywizji świeżo przybyłych z Luizjany i dwóch dywizji własnej kawalerii Sheridana. Grant nakazał Sheridanowi, aby znalazł Early’a i „podążał za nim aż do śmierci”. Sheridan potrzebował czasu na zorganizowanie swojej składanej armii. W międzyczasie kolejna próba przełamania przez Granta umocnień Roberta E. Lee pod Petersburgiem zakończyła się niepowodzeniem.

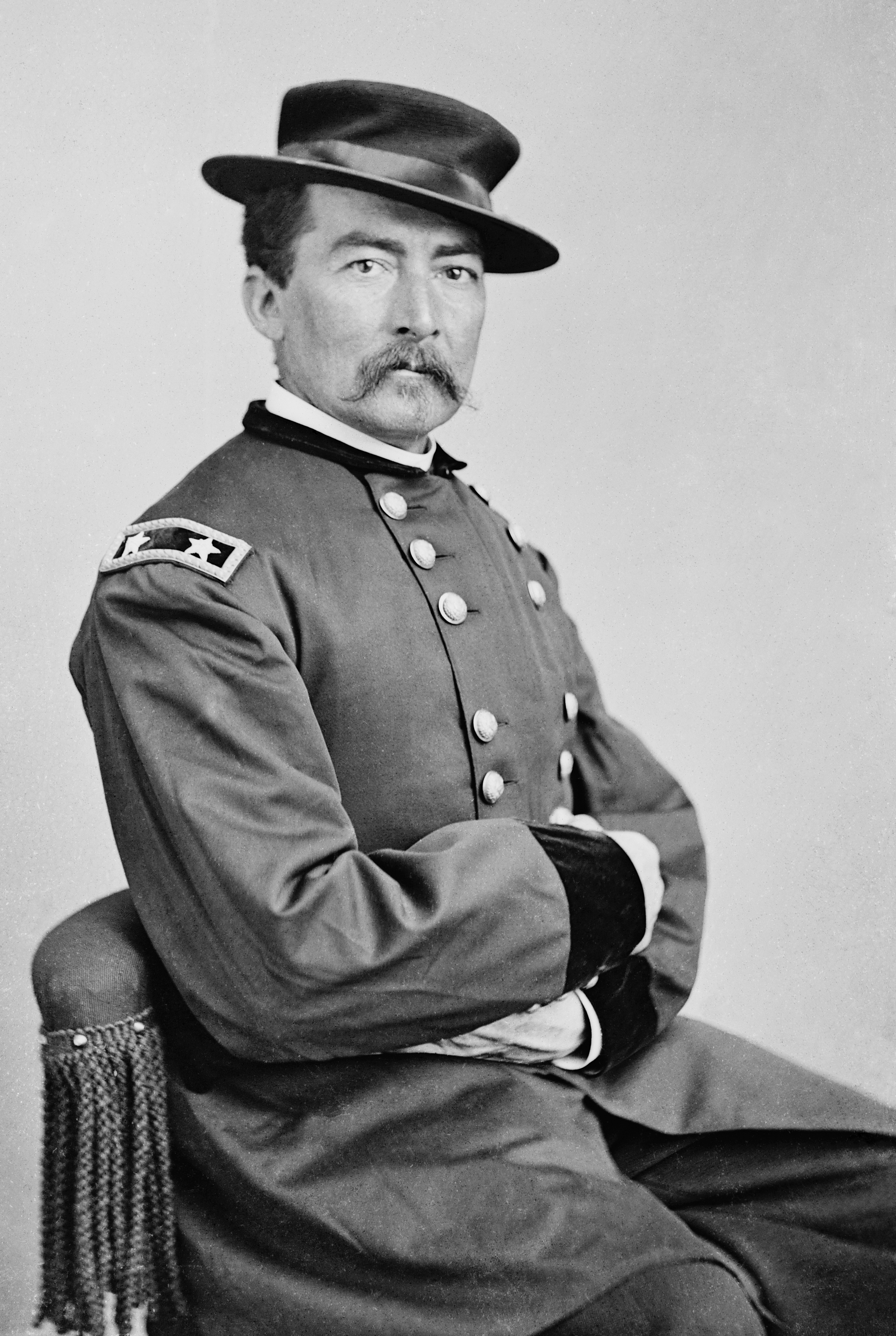
Portret Philipa H. Sheridana

Po ospałym początku w Dolinie Shenandoah Phil Sheridan dał wkrótce Unii więcej powodów do radości. Pamiętając polecenie Granta, aby podążał za Jubalem Earlym „aż do śmierci”, Sheridan nie zapomniał o długiej liście porażek Unii w Dolinie. Stąd też Armia Shenandoah ścierała się ostrożnie z rebeliantami Early’a przez sześć tygodni, nie wypierając ich dalej niż do Winchester. Do ostrożności Sheridana dodatkowo przyczyniły się meldunki wywiadu mówiące o wzmocnieniu Early’a czterema dywizjami od Lee (w rzeczywistości były to tylko dwie). Wykorzystując to osłabienie obrony Petersburga Grant pod koniec sierpnia przeciął linię kolejową łączącą miasto z portem łamaczy blokady, Wilmington. Zmuszony do wydłużenia swoich linii i osłony wozów z zaopatrzeniem przedzierających się wokół tej przerwy Lee odwołał jedną dywizję z Doliny. Gdy Sheridan dowiedział się o tym, zdecydował się na uderzenie. 19 września 1864 roku 37 000 niebieskich zaatakowało 15 000 Konfederatów w Winchester. Tabor jednego z korpusów Unii zmieszał się z drugim korpusem przez co prawie zatrzymał atak zanim się jeszcze zaczął. Z właściwą sobie energią Sheridan zdołał rozplątać ten korek, uformować piechotę w szyk i poprowadzić ją naprzód. Północna kawaleria ze swoimi szybkostrzelnymi karabinkami odegrała znaczącą rolę; dwie dywizje konnych spadły na lewe skrzydło Early’a w szarży i wzięły do niewoli większość z 2000 konfederackich jeńców. „Właśnie posłaliśmy ich do diabła przez Winchester”, telegrafował szef sztabu Sheridana, „i jutro będziemy kontynuować”.
Po utracie czwartej części armii Early wycofał się na silne pozycje obronne na Wzgórzu Fishera, tuż na południe od Strasburga. Sheridan rzeczywiście „kontynuował”. 22 września 1864 roku dwa korpusy wykonały manewr pozorowany przeciwko umocnieniom Early’a, podczas gdy trzeci – w większości z Wirginii Zachodniej i Ohio – przedarł się górskimi ścieżkami, aby zaatakować konfederackie lewe skrzydło.
Podążywszy za Early’em, Sheridan zajął się wcielaniem w życie drugiej części rozkazu Granta: aby obrócił „Dolinę Shenandoah w nagie pustkowie... aby kruki latające nad nią w pełni sezonu musiały nosić ze sobą żywność”. Oprócz tego że służyła jako szlak inwazji na Północ, Dolina zaopatrywała także w żywność większość konfederackiej armii w Wirginii. Zniszczenie jej plonów położyłoby kres obu tym funkcjom. Sheridan mówił: „Ludziom nie może zostać nic, poza łzami, aby opłakiwali wojnę”. 7 października Sheridan zameldował, że „zniszczył ponad 2000 stodół wypełnionych zbożem, sianem i narzędziami rolniczymi; ponad 70 młynów wypełnionych mąką i pszenicą; popędził przed armią ponad 4000 bydła i zabił i wydał żołnierzom ponad 3000 owiec”. Sheridan obiecał, że gdy skończy, „Dolina od Winchester do Staunton, całe 92 mile, nie będzie miała niczego dla człowieka ani innego stworzenia”.
Konfederaci postanowili, że nie mogą sobie pozwolić na oddanie Doliny Shenandoah bez walki. Lee wzmocnił Early’a dywizją piechoty i brygadą kawalerii, które zmusiły Sheridana do przełożenia planowanego powrotu VI korpusu na front pod Petersburgiem. Pozostawiając armię w obozowisku w pobliżu potoku Cedar Creek piętnaście mil na południe od Winchester Sheridan 16 października 1864 roku wsiadł do pociągu do Waszyngtonu, aby wziąć udział w konferencji strategicznej. Podczas gdy był nieobecny, Early zdecydował się przeprowadzić niespodziewany atak. W nocy 18/19 października cztery konfederackie dywizje po cichu zajęły pozycje do porannego ataku na dwie dywizje Unii na lewej flance. Zaskoczeni żołnierze Unii cofając się wpadli na kolejne dwie dywizje, które rozniosły panikę i spowodowały, że cała Armia Shenandoah cofnęła się o cztery mile w dół Doliny, tracąc przy tym 1300 jeńców i 18 dział.

„Galop Sheridana”

Early sądził, że odniósł zwycięstwo. Tak też sądzili jego żołnierze, którzy złamali szyki i rzucili się do plądrowania obozu Unii. Ale była dopiero 10:00. Kawaleria Unii i VI korpus, który nie został rozbity, pozostawały nietknięte, podczas gdy cztery rozproszone dywizje kryły się za ich plecami. Gdy Sheridan zbliżał się do pola bitwy maruderzy Unii rozpoznali go i zaczęli wiwatować. Dziesiątkami, a wkrótce setkami ruszyli za nim. Działania Sheridana tego dnia były najbardziej znaczącym przykładem osobistego przywództwa na polu bitwy w tej wojnie.
Podczas gdy po drugiej stronie Early zdawał się być pewny zwycięstwa, Sheridan reorganizował swoją armię po czym posłał ją do kontrataku. Z kawalerią z flank i piechotą Jankesi wyparli żołnierzy Early’a w rozsypce z powrotem poprzez pole porannej bitwy. Odrzucając rebeliantów za Cedar Creek Sheridan wziął tysiąc jeńców, odbił 18 dział straconych rankiem i dołożył do tego kolejne 23 zdobyte. Armia Early’a przestała istnieć. W ciągu kilku godzin Sheridan zamienił Cedar Creek ze wstydliwej porażki w jedno z najbardziej decydujących zwycięstw tej wojny.